# Дёмина, Екатерина Илларионовна
Екатери́на Илларио́новна Дёмина (урожд. Миха́йлова) (22 декабря 1925, Ленинград, РСФСР, СССР — 24 июня 2019, Москва, Россия) — бывшая санинструктор 369-го отдельного батальона морской пехоты и старший санинструктор сводной роты Берегового отряда сопровождения Дунайской военной флотилии; одна из немногих женщин, служивших в разведке морской пехоты. Герой Советского Союза (5.05.1990).

## Биография

### Ранние годы
Родилась в городе Ленинград. Отец был военным, мать работала врачом. Лишившись в раннем возрасте обоих родителей, воспитывалась в детском доме, после чего жила у своей старшей сестры, врача, по адресу Улица 3-го июля, дом № 43.
К лету 1941 года окончила 9 классов и пришкольные курсы медсестёр Российского общества Красного Креста. На период летних школьных каникул отправилась к старшему брату в Брест, где тот служил лётчиком на границе. Проведя несколько дней в Москве, 21 июня Михайлова села на поезд, направлявшийся в Брест. На следующее утро за Смоленском он попал под бомбёжку. Вернувшись пешком в Смоленск, она отправилась в горвоенкомат и попросила отправить её на фронт медсестрой. Военком отказал, тогда она отправилась в местный военный госпиталь, где начала работать добровольцем, а когда фронт приблизился и госпиталь разбомбили, пришла в стрелковую часть, занявшую оборону под Смоленском.

### В годы Великой Отечественной войны
Участница Великой Отечественной войны с 1941 года. В Красной Армии с июня 1941 года. Поскольку документы, удостоверяющие её личность и возраст (такие как комсомольский билет) остались в блокадном Ленинграде, прибавила к своему 15-летнему возрасту ещё 3 (три) года.

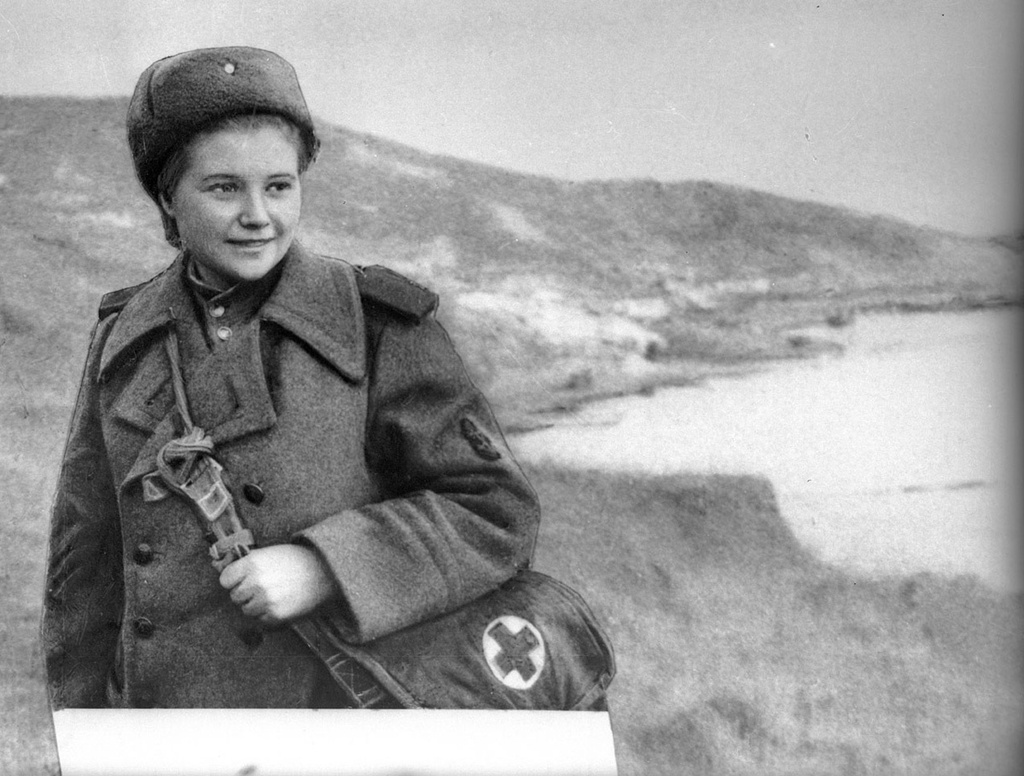
Катя Дёмина, Керчь, 1943 год

В боях под городом Гжатск (с 1968 года — Гагарин) Смоленской области 13 сентября 1941 года получила тяжёлое ранение в ногу. Была эвакуирована в тыл. Лечилась в госпиталях на Урале и в Баку. После выздоровления, Екатерина Илларионовна, с детства мечтавшая о море, попросила военкома бакинского военкомата отправить её на флот. На этот момент у неё уже были новые документы с исправленным возрастом, поэтому замечаний не возникло. С января 1942 года служила на военно-санитарном судне «Красная Москва», переправлявшем раненых из Сталинграда, по Волге через Каспийское море, в Красноводск. Там ей было присвоено звание главного старшины, а за образцовую службу вручён знак «Отличник Военно-Морского Флота».
Тем не менее служба на санитарном транспорте тяготила Михайлову и после завершения Сталинградской битвы она подала просьбу о зачислении санитарным инструктором в 369-й отдельный батальон морской пехоты, формировавшийся в феврале 1943 года из добровольцев в Баку. Комбат поначалу ответил категорическим отказом, тогда Михайлова написала письмо о зачислении в батальон на имя советского правительства. Из Москвы на запрос пришёл положительный ответ, таким образом Екатерина Илларионовна стала морским десантником. Батальон входил в состав Азовской, а затем Дунайской военных флотилий. С этим батальоном Михайлова с боями прошла по водам и берегам Кавказа и Крыма, Азовского и Чёрного морей, Днестра и Дуная, с освободительной миссией — по земле Румынии, Болгарии, Венгрии, Югославии, Чехословакии и Австрии. Вместе с бойцами батальона вступала в бой, отбивала контратаки врага, выносила с поля боя раненых, оказывала им первую помощь. Трижды была ранена. В ходе первых же операций проявились лучшие боевые качества девушки: выносливость, бесстрашие, самоотверженность.

За свои действия в ходе Темрюкской десантной операции была представлена командиром 369-го обмп майором Судариковым к ордену Красной Звезды, но награждена медалью «За отвагу»: главный старшина Михайлова, будучи контуженной, оказала медицинскую помощь 17 раненым бойцам и эвакуировала их в тыл с оружием под сильным огнём противника. В конце января 1944 года главстаршина принимала участие в десанте в Керченском порту, мужественно проявила себя в уличных боях, перевязала 85 раненых солдат и офицеров, вынесла с поля боя 13 тяжелораненых, за что была награждена орденом Отечественной войны 2-й степени.

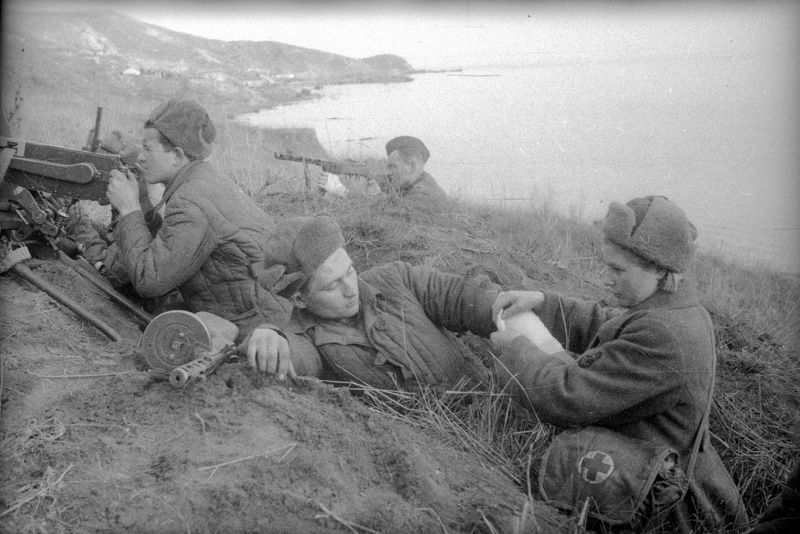
Санинструктор Михайлова перевязывает раненого морского пехотинца в бою в районе Керчи, 1944, фото Е. Халдея
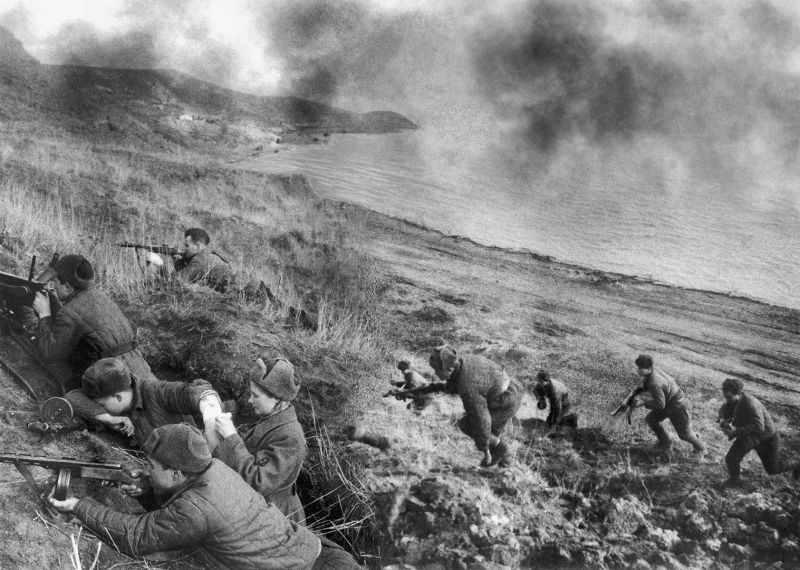
Десантники на берегу Керченского пролива, 1944, фото Е. Халдей

После освобождения Крыма батальон был переброшен под Одессу и включён в состав Дунайской военной флотилии. Первой боевой операцией нового объединения стало освобождение Аккермана в конце августа 1944 года.
В ночь с 21 на 22 августа 1944 года санинструктор Михайлова участвовала в форсировании Днестровского лимана. В составе десанта 369-го обмп Дунайской военной флотилии одной из первых достигла берега, цепляясь за корни и ветки прибрежных кустарников, вскарабкалась на пятиметровый гребень обрывистого берега реки, помогала подняться наверх другим десантникам и тяжёлый пулемёт. За время боя оказала первую помощь семнадцати тяжелораненым краснофлотцам (включая спасение из воды тяжелораненого начальника штаба отряда), подавила огонь станкового пулемёта, забросала гранатами дзот, уничтожила два десятка солдат противника, 9 гитлеровцев взяла в плен. Утром Аккерман был взят. За проявление исключительной отваги была представлена к званию Героя Советского Союза, но награждена орденом Красного Знамени.
Через месяц старший санинструктор сводной роты Берегового отряда сопровождения Дунайской военной флотилии главный старшина Михайлова приняла участие в десантной операции по захвату порта Прахово, а 4 декабря 1944 года вновь послужила примером героизма при взятии крепости Илок в Югославии. В рамках предупредительных мер по недопущению переброски сил противника в район проведения Будапештской стратегической наступательной операции предполагалось нанесение удара по придунайским населённым пунктам Опатовац и Илок. Оба города нужно было брать с суши, тактическим десантам отводилась отвлекающая роль. Особенно трудно пришлось десантникам в боях за Илок, размер разведгруппы составил 52 человека, включая главстаршину Михайлову. В ночь десантирования выяснилось, что из-за разлива реки затопленными оказались низменные берега и небольшой островок около крепости, место высадки морских пехотинцев. После начала боя гитлеровцы, осознав, что силы краснофлотцев невелики, предприняли попытку сбросить их в Дунай. Десант сражался по шею в ледяной воде. Атака 52-й стрелковой дивизии на Илок на суше задерживалась и через два часа боя из полусотни десантников, занявших круговую оборону на острове, в строю остались только 13, и все они были ранены. Сама будучи тяжело раненой, Михайлова продолжала оказывать медицинскую помощь тонувшим раненым бойцам и, спасая их жизнь, привязывала их поясными ремнями к прибрежным полузатопленным деревьям и камышу. А когда к острову приближались вражеские шлюпки, сама бралась за автомат и отбивала атаку. Лично из автомата убила 5 вражеских солдат. Моряки выполнили свою задачу, противник оттянул большие силы на подавление десанта и, когда атака советско-югославских войск началась, не смог удержать Илок. К концу сражения только семеро воинов были боеспособны. Раненую, ослабевшую от потери крови и воспаления лёгких, почти в безнадёжном состоянии Михайлову переправили в госпиталь. 9 декабря руководством Берегового отряда сопровождения главстаршина была повторно представлена к званию Героя Советского Союза, командующий Дунайской военной флотилии вице-адмирал Горшков согласовал это награждение, тем более, что в наградном листе перечислялись не только обстоятельства боя за Илок, но также отмечался героизм девушки в боях за Прахово и при форсировании Днестровского лимана. Тем не менее в наградном отделе сочли описание подвигов неправдоподобным и вернули назад представление к награде в штаб флотилии. В итоге, новый командующий флотилии контр-адмирал Холостяков смог наградить Михайлову только вторым орденом Красного Знамени Приказ был подписан 8 марта 1945 года.
К этому времени главстаршина, едва оправившись от болезни и ранения, сбежала из тылового госпиталя в Измаиле на фронт. Свой батальон она нагнала под Комарно. В его составе продолжила принимать участие в операциях, последней из которых стал десант на Имперский мост в Вене. Здесь же она отпраздновала Победу 9 мая 1945 года.
Таким образом, к званию Героя Советского Союза главстаршина Михайлова представлялась дважды, в августе и декабре 1944 года, но удостоена его лишь указом Президента СССР от 5 мая 1990 года, с вручением ордена Ленина и медали «Золотая Звезда» (№ 11 608).
Демобилизована в ноябре 1945 года.

### Послевоенное время

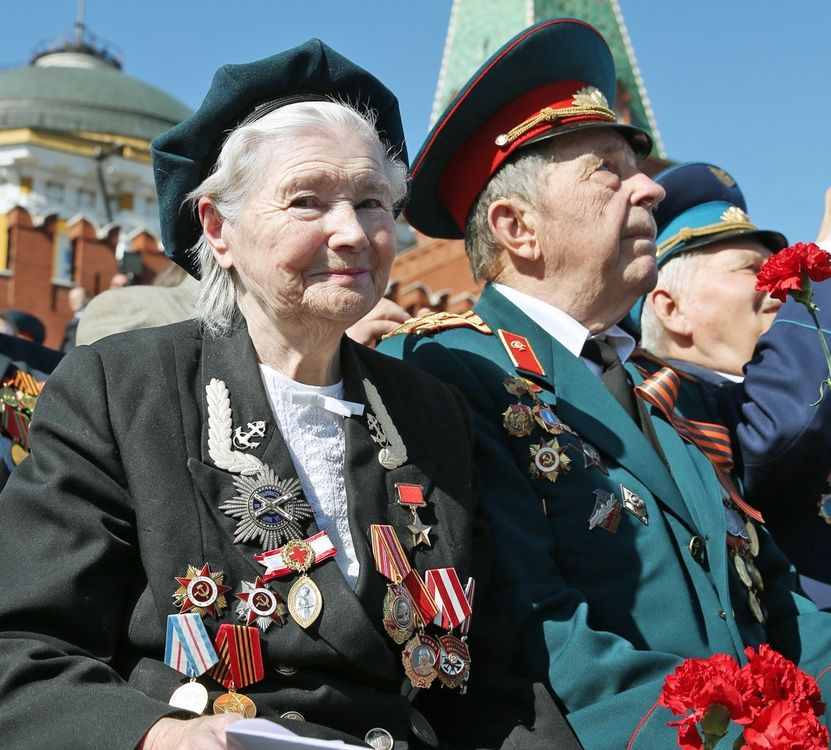
Екатерина Илларионовна на параде Победы 9 мая 2013 года.

В 1950 году окончила Ленинградский санитарно-гигиенический институт имени Мечникова. Работала врачом в городе Электросталь Московской области, где вышла замуж и стала, по фамилии мужа, Дёминой. С 1976 года и до выхода на заслуженный отдых в 1986 году работала в Москве.
Проживала в Москве. Являлась членом Российского комитета ветеранов войны, Всероссийского совета ветеранов войны и труда.
В 1964 году о Екатерине Илларионовне режиссёр Виктор Лисакович снял документальный фильм «Катюша» (по сценарию Сергея Смирнова). Фильму был присуждён приз «Золотой голубь мира» на Международном кинофестивале в Лейпциге. В 2008 году был снят документальный фильм «Катюша большая и маленькая» (авторы фильма Ткачёв и Фирсова), восстанавливающий события 1964 года, когда снимали первый документальный фильм о Дёминой.
С 27 января 2017 года, после смерти Евдокии Пасько, оставалась единственной ныне живущей женщиной, участницей Великой Отечественной войны, удостоенной звания Героя Советского Союза.
Ушла из жизни 24 июня 2019 года в Москве в кругу семьи. Похоронена на Троекуровском кладбище в Москве (уч. 26).

## Память
В 2020 году памятник Екатерине Дёминой открыт на территории Школы-гимназии № 1 в Керчи.
2020 год Керченскую «Школу-гимназию №1» переименовали в МБОУ РК г.Керчи «Школа-гимназия №1 имени Героя Советского Союза Е.И.Дёминой»
В 2021 году памятник Екатерине Дёминой открыт на территории 810-й отдельной гвардейской бригады морской пехоты Черноморского флота в Севастополе
15 июня 2023 года на территории военного госпиталя в Смоленске открыт памятник.
19 февраля 2024 года на доме по адресу город Москва, улица Кулакова дом 27 открыт памятный барельеф Дёминой Екатерины Илларионовны.

## Адреса в России
- Москва, улица Кулакова, д. 27

## Награды
- Герой Советского Союза, медаль «Золотая Звезда» (№ 11608, 05.05.1990);
- орден Ленина (05.05.1990),
- два ордена Красного Знамени (27.09.1944[25], 08.03.1945[26]);
- орден Отечественной войны 1-й степени (11.03.1985);
- орден Отечественной войны 2-й степени (15.02.1944)[27];
- медали, в том числе:
- «За отвагу» (31.10.1943)[28];
- «За оборону Кавказа»[29];
- «За победу над Германией в Великой Отечественной войне 1941—1945 гг.»;
- «За взятие Будапешта»;
- «За взятие Вены»;
- «За освобождение Белграда»;
- «Ветеран труда»;
- медаль «Флоренс Найтингейл» Международного движения Красного Креста и Красного Полумесяца (1979)[30].
- Почётная грамота Президиума Верховной Рады Автономной Республики Крым (2001)[31].